# Wang Su-jin
Wang Su-jin (왕수진?; 4 settembre 1973) è un'ex cestista sudcoreana.

## Carriera
Con la Corea del Sud ha preso parte alle Olimpiadi del 2000, disputando una partita.